# Polyhedron
Polyhedron (abrégé en Polyhedron) est une revue scientifique à comité de lecture. Ce journal présente des articles originaux concernant la chimie inorganique et organométallique.
D'après le Journal Citation Reports, le facteur d'impact de ce journal était de 2,284 en 2018. Actuellement, la direction éditoriale est assurée par G. Christou (Université de Floride, États-Unis) et C. E. Housecroft (Université de Bâle, Suisse).

## Histoire
Au cours de son histoire, le journal a changé de nom :
- Journal of Inorganic and Nuclear Chemistry, 1955-1981  (ISSN 0022-1902)[3]
- Polyhedron, 1982-en cours  (ISSN 0277-5387)